# 臨淄区

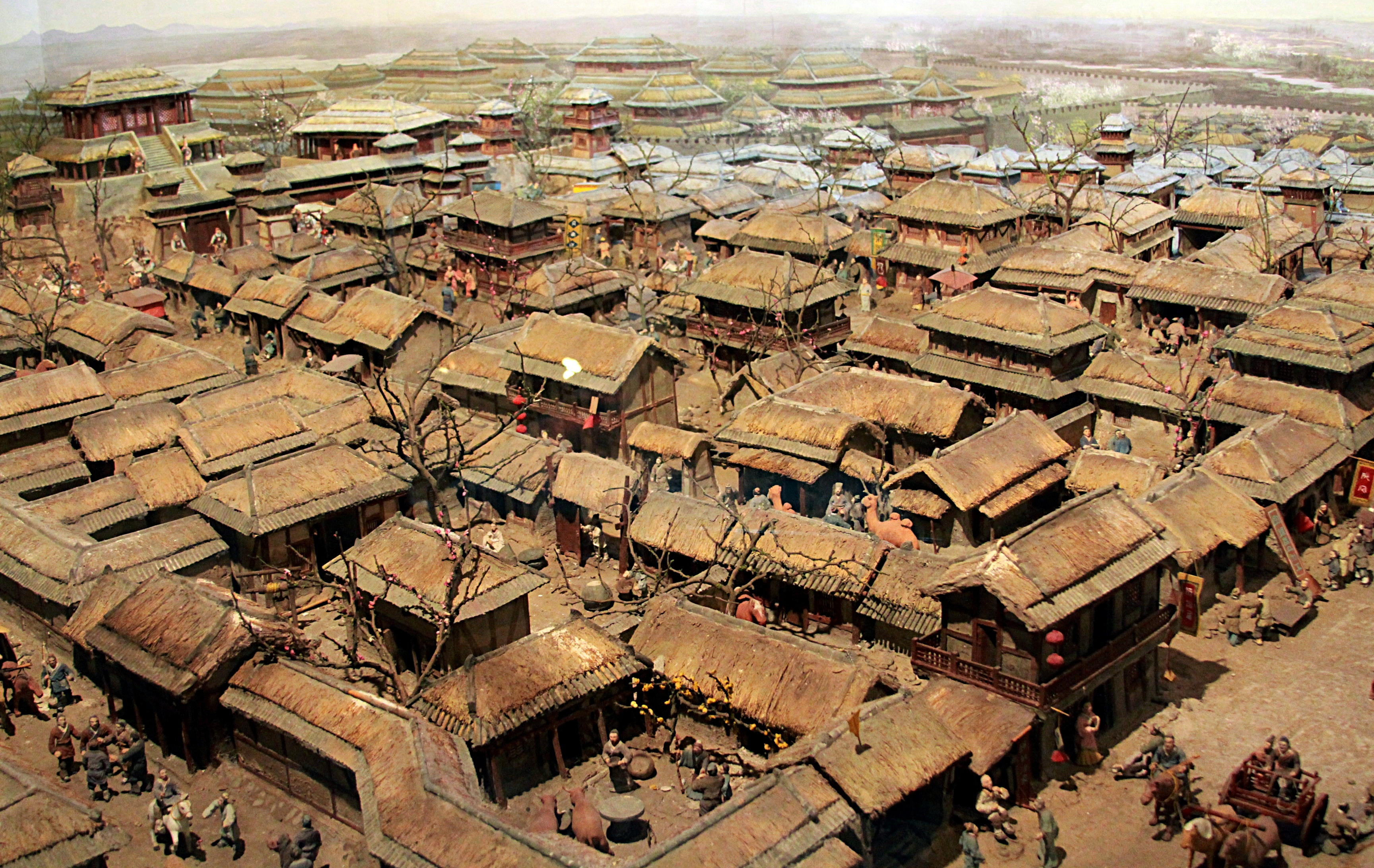
春秋時代の斉の首都の復元模型

臨淄区（りんし-く）は、中華人民共和国山東省淄博市の市轄区。
工業都市・交通の要所。国家歴史文化名城に指定されている。斉国（春秋時代の姜斉、および戦国時代の田斉）の首都があった。

## 歴史
中国春秋時代の斉の首府とされた都市。周王室により東海地方に封じられた太公望によって築かれる。最初営丘、のちに名をあらため臨淄となった。
土壌が痩せていて農耕に適さないことから、製鉄、銅の精錬、陶器製造、織物など工業を中心とした街づくりが進められた。桓公の時代には、宰相管仲によって都市整備がなされ、当時屈指の工業都市となった。城は王の住む小城と住民の住む大城が連なり、周囲21km、面積は15平方kmだった。城内には井の字型に大路が走り、排水などの都市機能も完備されていたことが、今に残る都城跡から確認できる。
前漢時代には劉邦が息子を斉王に封じて臨淄を拠点とし、人家十万戸を数え依然中国東部最大の都市のひとつであり、劉邦の子孫である皇帝一族による謀反が起きた呉楚七国の乱では激戦区となった。元封5年（前106年）には、青州刺史部が設置された。しかし西晋時代以降は相次ぐ戦乱により衰退、元の末期になると古くからの都城はついに放棄され、現在の市街地につながる新しい都城が東南に作られた。

## 経済
付近では山東省の穀倉地帯として小麦や綿花の生産が行われていたが、勝利油田の開発以降、臨淄は新興工業都市として復活した。中国石油化工集団の石油化学コンビナートがあり、合成樹脂や合成ゴム、エチレンなどの生産で中国有数の規模を誇っている。

## 行政区画
- 街道：聞韶街道、雪宮街道、辛店街道、稷下街道、斉陵街道
- 鎮：斉都鎮、皇城鎮、敬仲鎮、朱台鎮、金嶺鎮、鳳凰鎮、金山鎮